# William Henry Pyne
William Henry Pyne (1769 à Londres - 29 mai 1843 à Londres) est un écrivain, illustrateur et peintre britannique, qui a également écrit sous le nom d'Ephraim Hardcastle. Il se forme à l'académie de dessin d'Henry Pars à Londres. Il expose pour la première fois à la Royal Academy en 1790. Il se spécialise dans les décors pittoresques comprenant des groupes de personnes rendus à la plume, à l'encre et à l'aquarelle. Pyne est l'un des fondateurs de la Royal Watercolour Society en 1804.

## Travaux

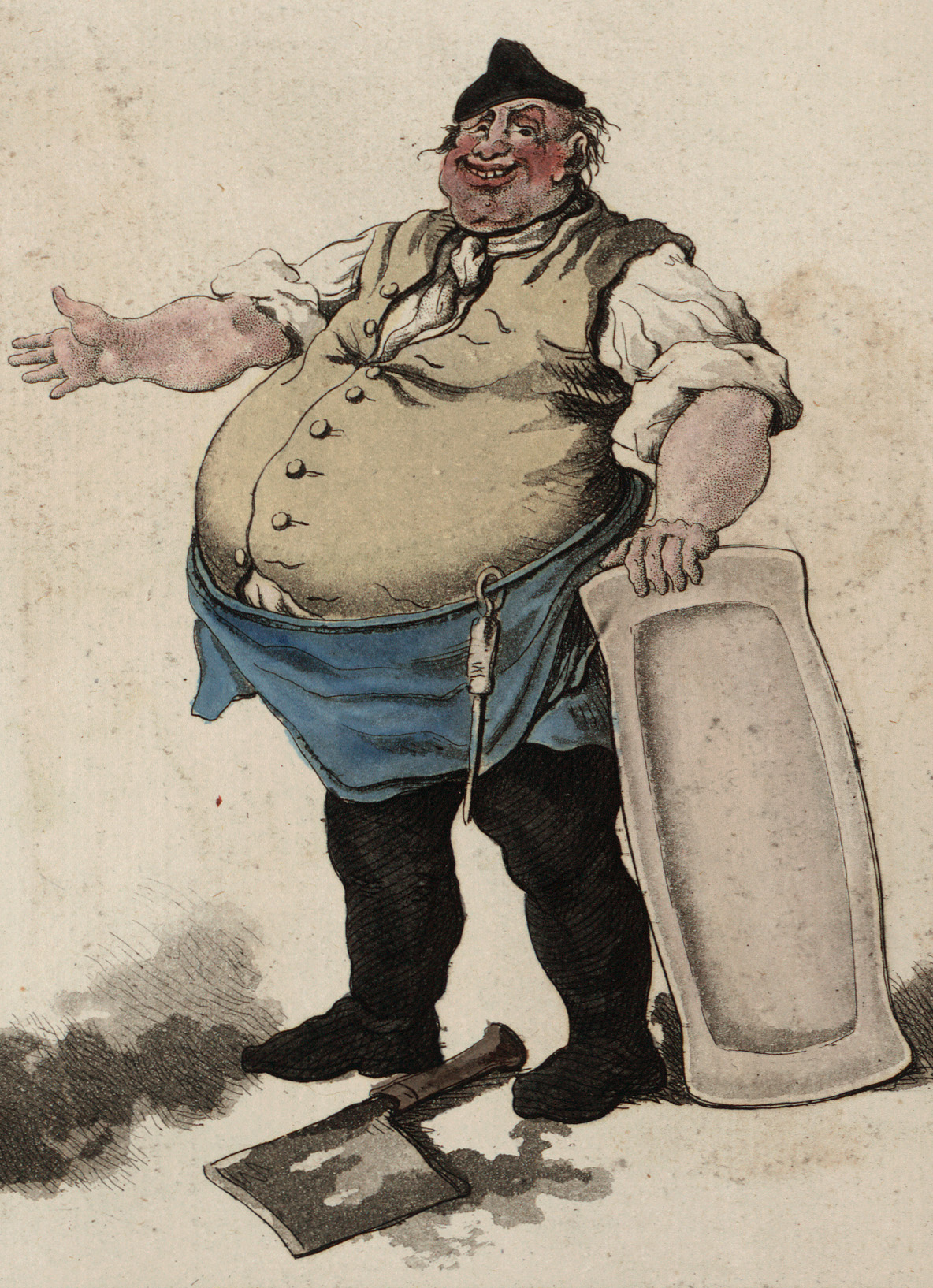
Détail montrant le boucher de An ocean of motion sur les commotions espagnoles ou l'explosion venteuse de l'oraison de pot-house

Le livre de Pyne The Costume of Great Britain, comprenant 60 peintures d'hommes et de femmes professionnels et de la classe ouvrière et des scènes de la vie quotidienne (publié par William Miller en 1805) attire l'attention de l'éditeur Rodolphe Ackermann, et Pyne grave et écrit pour plusieurs de ses projets, notamment l'écriture du texte des deux premiers volumes du très réussi The Microcosm of London, centré sur l'illustration.
Il est son propre éditeur pour The History of the Royal Residences (1816–1819), un grand livre illustré de 100 gravures des décorations extérieures et intérieures et du mobilier du château de Windsor, du Palais Saint James, de Carlton House, du palais de Kensington et du Château de Hampton Court. Cela lui cause des difficultés financières - il est emprisonné pour dettes plus d'une fois et meurt pauvre en 1843.
Sous le nom d'Ephraïm Hardcastle, il écrit des colonnes de potins sur l'art pour la Literary Gazette, qui en 1824 sont rassemblées en 2 volumes sous le titre Wine and Walnuts, or After-dinner Chit-chat. Il écrit pour d'autres revues et publie en 1825 un roman The Twenty-nineth of May, or Rare Doings at the Restoration.
Les aquarelles de Pyne figurent dans les principales collections de musées, telles que la Royal Collection et le British Museum. Son fils, George Pyne (1800-1801 - 1884), est également aquarelliste, écrivain sur le dessin et la perspective.

## Galerie

An ocean of motion about Spanish commotions or the windy explosion of pot-hous oration, 1796–1808.
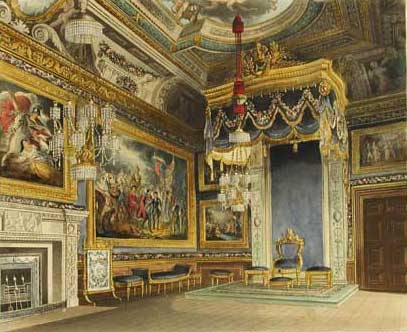
The King's Audience Chamber at Windsor Castle, de The History of the Royal Residences.
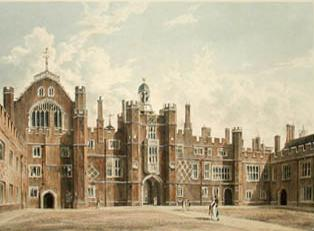
Le quadrangle de Hampton Court.
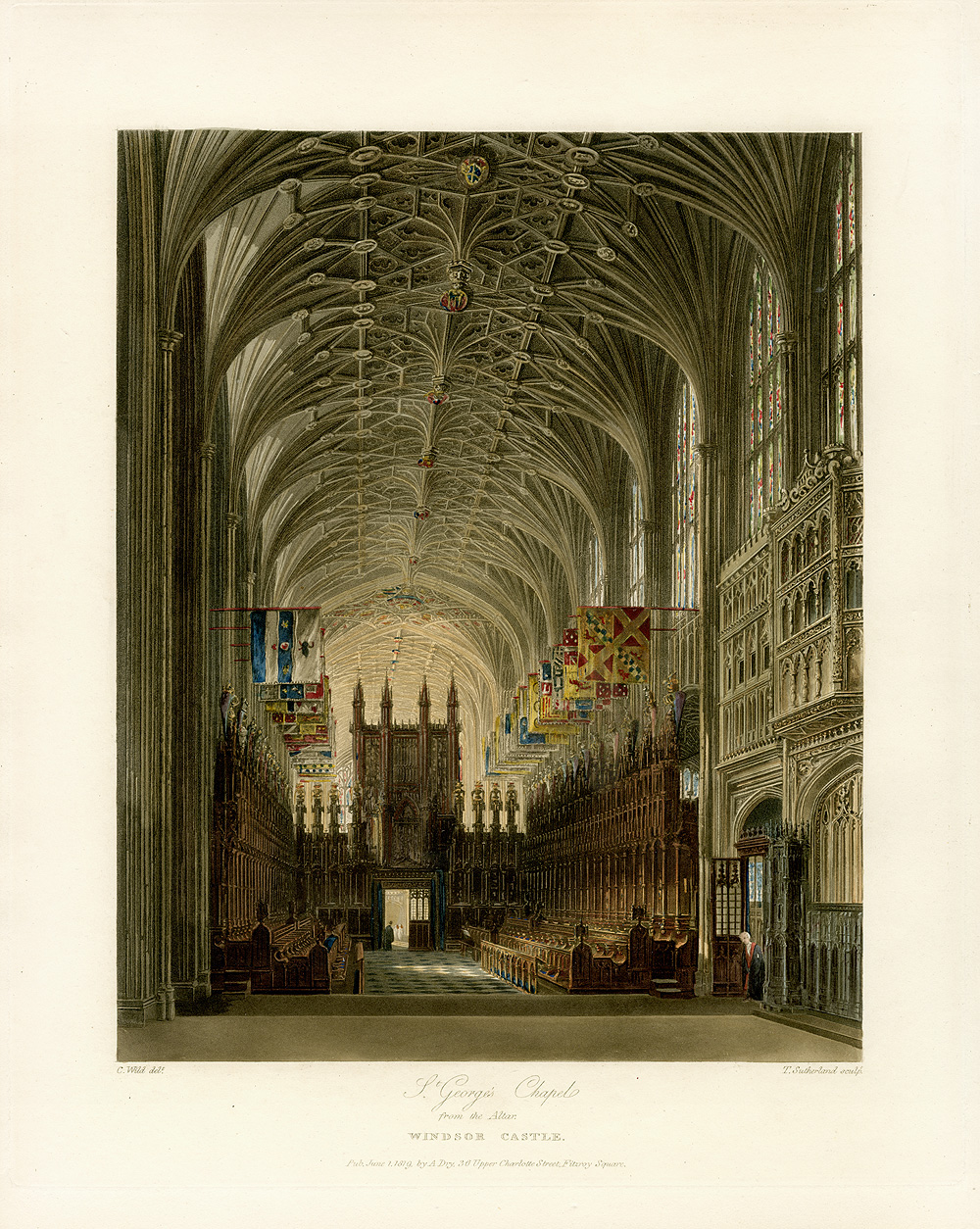
Chapelle St George, Windsor de the Altar, dans Royal Residences, 1819.
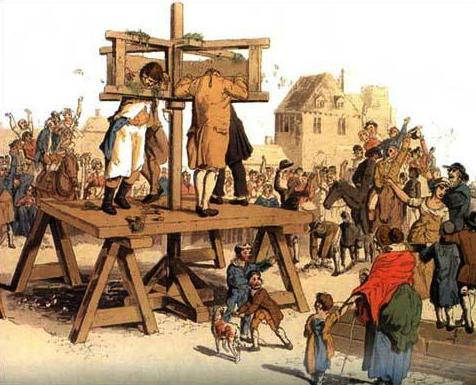
Le Pilori, de The Costume of Great Britain, 1805.
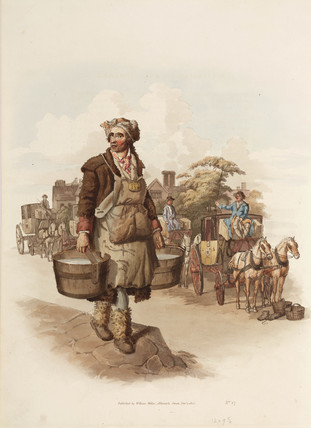
Waterman to a Coach Stand, de The Costume of Great Britain, 1808.
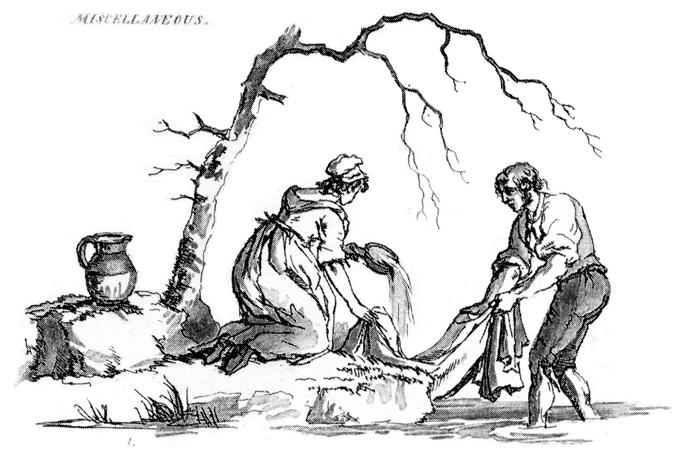
Man and woman washing linen in a brook, de Microcosm, 1806.